# Agylla tecta
Agylla tecta là một loài bướm đêm thuộc phân họ Arctiinae, họ Erebidae.